# Eustachy Stanisław Szeptycki
Eustachy Stanisław Szeptycki – chorąży lubaczowski w latach 1702-1709, łowczy buski w latach 1696-1702, sędzia kapturowy ziemi przemyskiej w 1696 roku.
Był członkiem konfederacji sandomierskiej 1704 roku.